# Дисплазия шейки матки
Дисплазия шейки матки (цервикальная интраэпителиальная неоплазия) — атипическая трансформация плоскоклеточного эпителия шейки матки без инвазии в строму.

## Этиология
Ведущую роль в развитии цервикальной интраэпителиальной неоплазии отводят папилломавирусам человека (вирусам папиломмы человека, ВПЧ).
ВПЧ не всегда вызывает дисплазию шейки матки, дисплазия не всегда приводит к раку шейки матки, однако каждому случаю такого рака предшествует дисплазия.
Хотя дисплазия шейки матки не вызывает зачастую никаких симптомов, это потенциально опасное заболевание, так как с высокой вероятностью может прогрессировать в рак шейки матки, второй по значимости тип рака, от которого умирают женщины, причём риск смерти выше у молодых(Nicol AF et al, 2005; Marshall K, 2003; Rock CL et al, 2000)
С тех пор, как в 1941 г. появился ПАП-мазок, уровень смертности от рака шейки матки значительно снизился, так как этот мазок позволяет выявить дисплазию шейки матки. В развивающихся странах, где ПАП-мазок не распространен так широко, как в индустриально-развитых, рак шейки матки является лидирующей причиной смертности среди женщин (Potischman N et al, 1996). В мире от рака шейки матки умирает 11,6 % женщин (Giuliano AR et al, 1998; Rock CL et al, 2000).
Основная цель женщин, у которых обнаружен ВПЧ, не позволить развиться дисплазии шейки матки или раку (Marshall K, 2003; Giuliano AR et al, 1998). Существует очень много разновидностей HPV (типы 6, 11, 16, 18, 31, 35, 39, 59, 33, 45, 52, 58, 67), некоторые его формы могут спровоцировать риск развития рака намного выше, чем остальные, особенно ВПЧ16, ВПЧ18 (Liu T et al, 1993). HPV обычно очень тяжело выявить, так как он зачастую протекает бессимптомно. Только 1 % женщин с ВПЧ имеют видимые изменения — генитальные бородавки (Wright TC et al, 2004), этот факт подтверждает важность регулярного обследования с помощью ПАП-мазка.
Цель лечения дисплазии шейки матки — максимальное уменьшение риска развития этого заболевания в стадию рака. Риск редуцирования может быть понижен с помощью соблюдения диеты и употреблением специальных добавок, профилактикой медицинских и химических вмешательств (Rock CL et al, 2000; Pereira DB et al, 2004; Maissi E et al, 2004). К счастью, изменение стиля жизни, применение ПАП-мазка и разработки вакцины против ВПЧ позволят снизить риск развития рака шейки матки в экономически развитых странах.

## Классификация
Дисплазию шейки матки часто называют цервикальной интраэпителиальной неоплазией шейки матки (CIN — Cervical Intraepithelial neoplasia). Она часто классифицируется следующими степенями, в зависимости от наличия аномальных клеток на поверхности эпителия:
- CIN 1 (дисплазия слабой степени) — характеризуется невыраженными изменениями строения эпителия с умеренной пролиферацией клеток базального слоя. Характерными признаками является наличие морфологических признаков папилломавирусной инфекции — койлоцитоз и дискератоз. Эти изменения не должны охватывать более одной трети толщины эпителиального пласта, начиная от базальной мембраны. Это создает условия для затрудненной диагностики, поскольку забор материала для цитологического исследования во время скрининговых исследований не во всех случаях может быть большим по объёму и глубине.
- CIN 2 (дисплазия средней степени) — имеет более выраженные морфологические изменения. При этом поражается половина толщины эпителиального слоя, начиная от базальной мембраны.
- CIN 3 (дисплазия тяжелой степени) характеризуется поражением более двух третей эпителиального пласта. Морфологические изменения весьма выражены. Для данной стадии характерно появление патологических митозов, а также наличие огромных гиперхромных ядер клеток.

Диагноз дисплазии шейки матки не означает развития рака шейки матки. На самом деле, более 74 % женщин с умеренной дисплазией выздоравливают в течение 5 лет (Holowaty P et al 1999). Поэтому риск развития рака существенно низкий.
- Только у 1 % женщин с дисплазией CIN 1 дисплазия переходит в стадию 2 или 3.
- Среди пациенток с CIN 2 16 % переходит в CIN 3 в течение 2 лет и у 25 % в течение 5 лет.
- Переход от CIN 3 к раку шейки матки наблюдается в 12-32 % пациенток (Arends MJ et al, 1998; McIndoe WA et al, 1984).

## Диагностика
ПАП-мазок — стандартное средство для выявления у женщины заболевания дисплазии шейки матки или рака. С помощью ПАП-мазка клетки соскабливаются с поверхности шейки матки и затем обследуются под микроскопом. Примерно в 5-7 % ПАП-мазков находят анормальные клетки (Jones BA et al, 2000).
Основная проблема — это редкое применение обследования с помощью ПАП-мазка. В большинстве случаев при получении результатов, подтверждающих дисплазию, необходимо в течение нескольких месяцев пересдавать мазок. Однако 10-61 % женщин не подвергаются повторному исследованию по причине недостатка элементарных знаний.
Приведена статистика American Cancer Society’s 2002 screening guidelines:
- Женщины должны проходить обследование на рак шейки матки с 21 года либо не позднее 3 лет с начала первого полового контакта
- Проверку на рак шейки матки необходимо проходить раз в год либо раз в 2 года, если до этого тесты были отрицательными
- Женщинам 30 лет и старше с 3 отрицательными нормальными ПАП-мазками следует обследоваться раз в 2-3 года
- Женщинам, у которых удалена матка, можно прекратить обследования по показаниям врача.
- Женщины старше 70 могут приостановить обследования после 3 нормальных отрицательных результатов ПАП-мазка и отсутствии положительных результатов в течение 10 лет.

## Причины появления
- длительное использование противозачаточных средств, влияющих на гормональный фон, в частности – таблеток;
- случаи онкологических заболеваний в семье, у близких родственников;
- вредные привычки, злоупотребление никотином и алкоголем;
- половая жизнь, которую девушка начала до достижения 18\23 лет, до завершения формирования всех необходимых функций слизистых оболочек;
- многократные роды или частые прерывания беременности, когда шейка матки подвергалась травмированию, могут привести к дисплазии шейки матки, эрозия в этом случае присутствует в 90%;
- частая смена половых партнеров;
- элементарное пренебрежение гигиеной[2].

## Профилактика
Вакцинация против вируса папилломы человека на 90% сокращает вероятность развития дисплазии шейки матки.

## Лечение
Уровень успешного лечения дисплазии шейки матки на ранней стадии очень высок. В течение лечения лечащий врач может прибегнуть к методам криотерапии для удаления аномальных клеток.
Также предусмотрена петлевая электроконизация шейки матки, цервикальная конизация.
В случае диагноза CIN 3 при наличии дополнительный показаний может быть произведена гистерэктомия — гинекологическая операция, при которой удаляется матка женщины(Das N et al 2005). С помощью овариэктомии удаляются так же другие органы малого таза (маточные трубы и яичники).